# Dolophones elfordi
Dolophones elfordi är en spindelart som beskrevs av Dunn 1946. Dolophones elfordi ingår i släktet Dolophones och familjen hjulspindlar.
Artens utbredningsområde är Victoria, Australien. Inga underarter finns listade i Catalogue of Life.